# Nova Iguaçu
Nova Iguaçu város Délkelet-Brazíliában, Rio de Janeiro államban. Ez a város volt az állam második legnagyobbja, amíg meg nem nagyobbodott Mesquita városa, így ez lett az állam negyedik legnagyobbja São Gonçalo és Duque de Caxias után. Északnyugatra fekszik Rio de Janeirótól, a várostömörülés határa mellett. Nagyobb számban lakik a városban északkeleti, kispénzű brazil emigránsok. A jelenlegi polgármester régebb tanuló vezetője volt a Lindbergh Fariasnak, a Munkáspárt egyik diákszervezetének. A város székhelye a Nova iguaçui egyházmegyének. A várost 1833. január 15-én alapították. E városban született Vanderlei Luxemburgo labdarúgóedző. 845 000 lakosa van (2006-os adat), a népsűrűség 1 612,1 fő/km².
Nova Iguaçu Rio külvárosa, és annak erős befolyása alatt van: igaz, hogy emberek laknak itt, de naponta bejárnak Rióba.

## Népesség
| Lakosok száma | 920 599 | 797 435 | 823 302 | 825 388 | 785 867 |
|               | 2000    | 2016    | 2020    | 2021    | 2022    |

## Sport
A Nova Iguaçu Futebol Clube egy meghatározó labdarúgócsapat a városban.

## Fordítás
- Ez a szócikk részben vagy egészben  a   Nova Iguaçu című angol Wikipédia-szócikk fordításán alapul.  Az eredeti cikk szerkesztőit annak laptörténete sorolja fel. Ez a jelzés csupán a megfogalmazás eredetét és a szerzői jogokat jelzi, nem szolgál a cikkben szereplő információk forrásmegjelöléseként.